# Resolució 1457 del Consell de Seguretat de les Nacions Unides
La Resolució 1457 del Consell de Seguretat de les Nacions Unides fou adoptada per unanimitat el 24 de gener de 2003.
després de recordar resolucions 1291 (2000), 1304 (2000), 1323 (2000), 1355 (2001), 1332 (2000), 1341 (2001) 1376 (2001), 1417 (2002) i 1445 (2002) sobre la República Democràtica del Congo, el Consell va condemnar el saqueig de recursos naturals al país i va demanar un mandat de sis mesos per a un panell que investigués el tema.

## Resolució

### Observacions
El Consell de Seguretat va reafirmar la sobirania i la integritat territorial de la República Democràtica del Congo i altres estats de la regió, i en particular la seva sobirania de recursos naturals al seu territori. Va reiterar el seu compromís de posar fi al saqueig de recursos al país en suport del procés de pau. La situació al país continua constituint una amenaça per a la pau i la seguretat internacionals a la regió dels Grans Llacs d'Àfrica.

### Actes
Hi va haver un informe del grup d'experts que investigava l'explotació il·legal dels recursos naturals de la República Democràtica del Congo. Va condemnar l'explotació dels recursos naturals com un factor important que alimentava el conflicte a la regió, i es va exigir a tots els estats que posessin fi a les activitats il·legals. El Consell va destacar que la retirada completa de les tropes estrangeres i l'establiment d'un govern de transició inclusiu van ser passos importants per acabar amb el saqueig dels recursos naturals del país.
La resolució va reconèixer la importància dels recursos naturals per al futur de la República Democràtica del Congo i va instar les institucions i organitzacions financeres internacionals a establir estructures per controlar l'explotació dels recursos. La relació entre el saqueig il·legal dels recursos naturals i la continuació del conflicte justificava una investigació addicional i, per tant, es va demanar al secretari general Kofi Annan que donés un panell d'investigació amb un mandat de sis mesos per continuar examinant el tema i formular recomanacions. Les persones, les empreses i els països van ser convidats a respondre a l'informe d'investigació anterior abans del 31 de març de 2003 i perquè les reaccions es publiquin a petició.
Finalment, es va animar els països que fessin les seves pròpies investigacions sobre les conclusions del grup d'experts i van ser rebudes pel consell les mesures adoptades a aquest respecte per la República Democràtica del Congo, Ruanda, Uganda i Zimbabwe.